# Опухоль Клатскина
Опухоль Клатскина, или внутрипротоковая холангиокарцинома – это холангиокарцинома (рак гепатобилиарной системы) в виде небольшого по размеру новообразования в месте слияния правого и левого желчных протоков и характеризующееся инфильтративным ростом по ходу желчного протока и через его стенку. Названа по фамилии врача Джеральда Клатскина, американского врача, работающего в Йеле.

## Причины
Этиология холангиокарциномы не была чётко определена. Однако, количество патологических состояний в результате острого либо хронического повреждения эпителия желчных путей предрасполагает к злокачественным изменениям. На долю первичного склерозирующего холангита, идиопатических воспалительных заболеваний желчных путей, очевидно, связанных с развитием холангиокарциномы приходится до 40% больных. На долю до 25% случаев приходится врождённая кистозная болезнь желчных путей, например, киста холедоха или болезнь Кароли, также связанные со злокачественным перерождением. Эти условия, как представляется, связаны с аномальным гепатобилиарным переходом, и возможно, относятся к оттоку секреции поджелудочной железы в желчный проток. Хроническая паразитарная инфекция желчевыводящих путей, обычно встречаемая в Юго-Восточной Азии из-за Clonorchis sinensis и Opisthorchis viverrini, также определена в качестве фактора риска. Хотя жёлчные камни и холецистэктомию не связывают с увеличением доли заболеваний с холангиокарциномой, но гепатолиазис и холедохолитиаза могут предрасполагать к злокачественным изменениям. Наконец, промышленное воздействие асбеста и нитрозаминов и использование радиологического контрастного агента, Thorotrast (диоксид тория), считаются факторами риска для развития холангиокарциномы.

## Лечение и прогноз

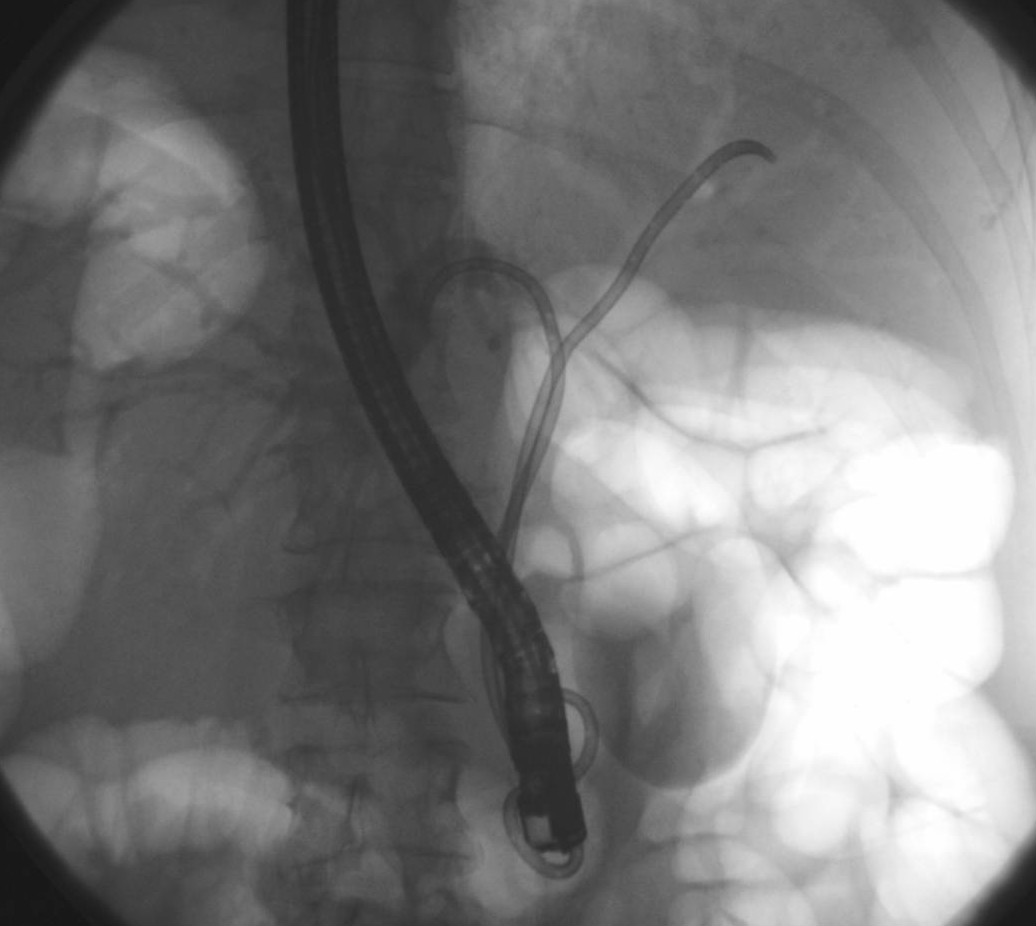
РХПГ: контраст введён в левый и правый желчные протоки. В правом контраст уже хорошо дренирован, что делает желчные протоки чётко различимыми.

Из-за их местоположения, опухоли этого типа проявляют выраженную симптоматику в конце своего развития и, следовательно, становятся неоперабельными при обнаружении. Но это вариабельно, так как желтуха может проявиться на ранней стадии и заставит пациента обратиться за помощью. Полное удаление опухоли даёт шанс долгосрочного выживания и в итоге привело к возобновлению интереса в трансплантации печени от умерших доноров наряду с адъювантной терапией. В настоящее время прогнозы после диагностирования остаются плохими, хотя ожидается, что в ближайшие годы будут завершены разработки в этой области в отношении гепатоцеллюлярной карциномы, что улучшит шансы в 250 раз.

## Эпидемиология
Ежегодно в США диагностируется примерно 10 000 новых случаев карциномы печени и билиарной системы с примерно 10% из них опухолью Клатскина. Холангиокарцинома занимает примерно 2% всех диагнозов рака с общей долей заболеваемости в 1,2 на 100 000 человек. Две трети случаев приходится на пациентов в возрасте старше 65 лет, но с почти десятикратным увеличением у пациентов старше 80 лет. Заболеваемость схожа как у мужчин, так и у женщин.
В остальном мире средний возраст больных колеблется от 55 до 65 лет, несколько чаще опухоль Клатскина встречается у мужчин — их доля среди диагностированных пациентов 57–61%. Многочисленные наблюдения свидетельствуют, что частота развития данной опухоли увеличивается у больных с язвенным колитом, синдромом Кароли, инфицированных клонорхозом (Clonorchis sinensis) и описторхозом (Opisthorchis viverrini), а также страдающих дефицитом a-1-антитрипсина, первичным билиарным циррозом, врождённым фиброзом и поликистозом печени.